# Pisidia striata
Pisidia striata is een tienpotigensoort uit de familie van de Porcellanidae. De wetenschappelijke naam van de soort is voor het eerst geldig gepubliceerd in 1990 door Yang & Sun.